# Sebastián Olmedo
Sebastián Olmedo Pereira (Departamento de Itapúa, Paraguay; 21 de junio de 2001) es un futbolista paraguayo. Juega de defensa y su equipo actual es el Club Puebla de la Primera División de México.

## Trayectoria

### Paraguay
Nacido en el Departamento de Itapúa Paraguay tuvo sus inicios en el Club Boquerón de Hohenau (LAPF) a los 14 años, tiempo después tuvo su paso por la Liga Encarnacena de Fútbol con el Pettirossi de Encarnación, luego pasó al Club Nacional y en 2019 al Club Atlético Tembetary donde fue capitán, con gran desempeño en la copa Paraguay APF 2021.
Jugó también en los Clubes Sol de América de Paraguay y en el Club Sportivo Luqueño del mismo país.

### México
En junio de 2023, se oficializó su traspaso al Club Puebla de la Primera División de México.

## Clubes
| Club                    | País     | Año             |
| ----------------------- | -------- | --------------- |
| Club Atlético Tembetary | Paraguay | 2021-2022       |
| Sol de América          | Paraguay | 2022-2022       |
| Club Sportivo Luqueño   | Paraguay | 2022-2023       |
| Club Puebla             | México   | 2023-actualidad |